# Герман Нігофф
Герман Нігофф (нім. Hermann Niehoff; 3 квітня 1897 — 5 листопада 1980) — німецький офіцер, учасник Першої і Другої світових воєн, генерал від інфантерії, кавалер Лицарського хреста з дубовим листям та мечами. Герой оборони Бреслау (березень-травень 1945).

## Перша світова війна
У червні 1915 року вступив на військову службу фанен-юнкером (кандидат у офіцери), в піхотний полк. З січня 1916 року — лейтенант. Нагороджений Залізними хрестами обох ступенів.

## Між світовими війнами
Продовжив службу в рейхсвері. До початку Другої світової війни — командир піхотного батальйону, майор.

## Друга світова війна
У вересні 1939 року призначений командиром запасного піхотного полку, з листопада 1939 — оберст-лейтенант.
З червня 1940 року — командир піхотного полку, брав участь у завершенні Французької кампанії.
З 22 червня 1941 року брав участь в німецько-радянській війні. Бої в Литві, потім в районі Великих Лук. З жовтня 1941 — оберст. Бої в районі Ржева. У січні 1942 року нагороджений Золотим німецьким хрестом.
З квітня 1943 року — командир 371-ї піхотної дивізії (у Франції). З червня 1943 — генерал-майор. З лютого 1944 року командував дивізією на Східному фронті, в районі Житомира. З квітня 1944 — генерал-лейтенант. У червні 1944 року нагороджений Лицарським хрестом. Бої в Польщі, в районі Кракова.
З 2 березня 1945 року — командувач гарнізоном міста Бреслау (у Сілезії). 5 березня 1945 року нагороджений Дубовим листям до Лицарського хреста. 1 квітня 1945 року підвищений до звання генерал від інфантерії. 26 квітня 1945 року нагороджений Мечами (№ 147) до Лицарського хреста з Дубовим листям.
6 травня 1945 року узятий у радянський полон.
У 1955 році повернувся з полону, працював у промисловості.

## Нагороди
- Залізний хрест
  - 2-го класу (5 серпня 1916)
  - 1-го класу (12 червня 1918)
- Ганзейський Хрест (Гамбург)
- Нагрудний знак «За поранення» в чорному
- Почесний хрест ветерана війни з мечами
- Медаль «За вислугу років у Вермахті» 4-го, 3-го і 2-го класу (18 років)
- Застібка до Залізного хреста
  - 2-го класу (26 червня 1940)
  - 1-го класу (7 липня 1941)
- Штурмовий піхотний знак в сріблі
- Почесна застібка на орденську стрічку для Сухопутних військ (29 вересня 1941)
- Німецький хрест в золоті (6 січня 1942)
- Лицарський хрест Залізного хреста з дубовим листям і мечами
  - лицарський хрест (15 червня 1944)
  - дубове листя (№764; 5 березня 1945)
  - мечі (№147; 26 квітня 1945)
- Відзначений у Вермахтберіхт
  - «У боях на Східному фронті добре зарекомендували себе вестфальська 371-ша піхотна дивізія під командуванням генерал-лейтенанта Нігоффа та 229-й піхотний полк під командуванням оберста Шурі.» (11 серпня 1944)
- Орден Корони короля Звоніміра, великий хрест з дубовим вінком і зіркою (Незалежна Держава Хорватія)